# 언어학대사전
언어학대사전(일본어: 言語学大辞典)은 일본 산세이도(三省堂) 출판사가 간행하는 언어학 사전이다.

## 권수 및 그 내용
전체 7권. 1-5권은 언어의 해설을, 6권은 언어학 용어를, 별책은 문자 해설을 수록하고 있다. 또한 발췌를 통해 <일본열도의 언어> 와 <유럽의 언어>가 간행되었다. 각 권은 5 만 엔 안팎으로 판매된다. 
| 1권  | 세계언어 편 (상) [아~코]             |
| 2권  | 세계언어 편 (하) [사~니]             |
| 3권  | 세계언어 편 (하-1) [누~호]           |
| 4권  | 세계언어 편 (하-2) (부록: 항목 일람) |
| 5권  | 보론・언어명 색인 편                 |
| 6권  | 술어(術語) 편                        |
| 별책 | 세계 문자 사전                       |